# Chata

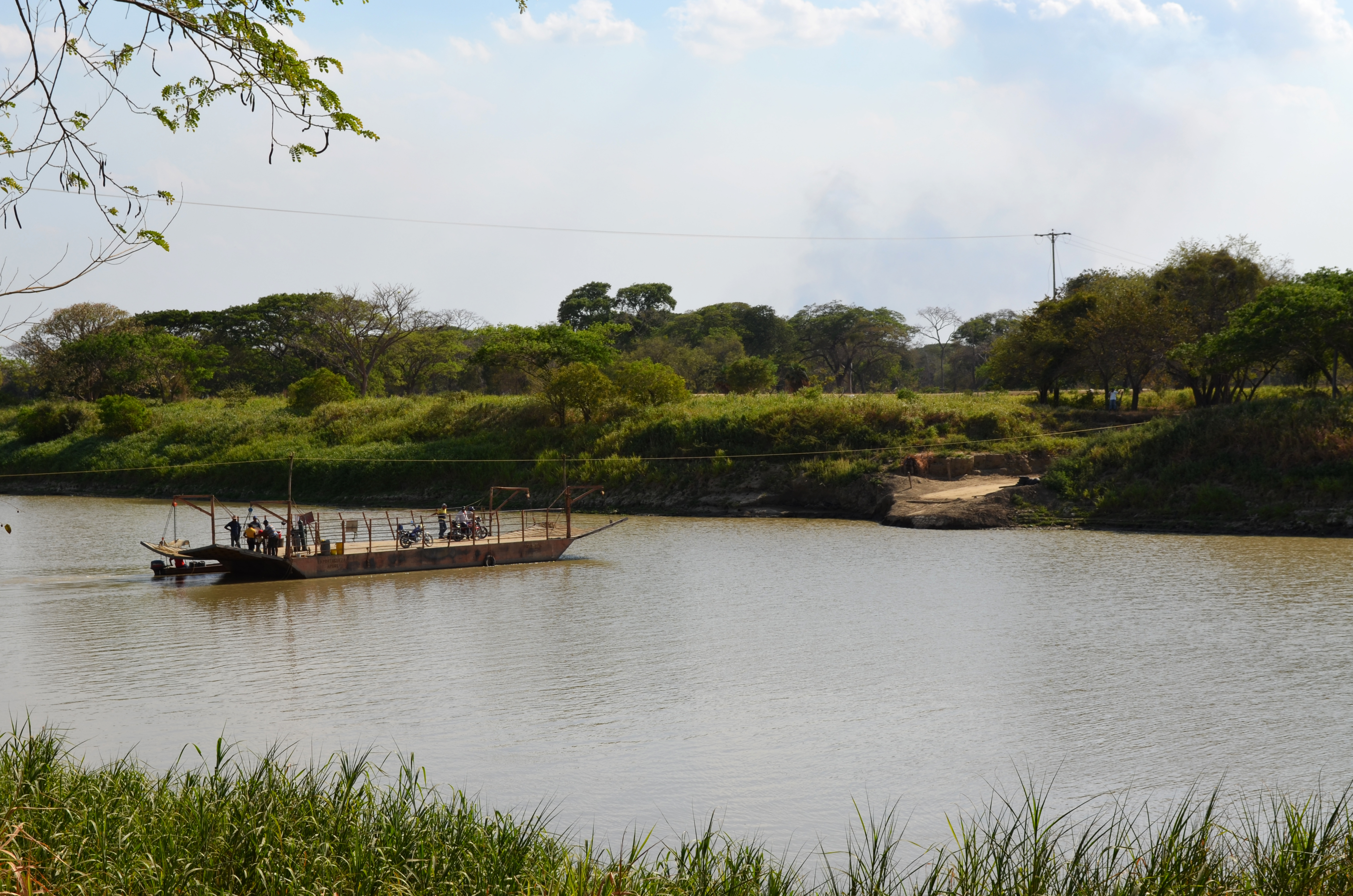
Chalana

La chata o chalana es un tipo de embarcación fluvial de fondo llano, de poco calado y capaz de admitir mucha carga. 
Sirve para trasportar pesos de consideración de un lugar a otro y para que las naves den a la quilla sobre ella, aunque entre los marineros distinguen como diferentes ambos destinos en las denominaciones que usan de chata de alijar o alijadora y chata de tumbar. Se llama también alzacaballo o pasacaballo y pontón, según los usos a que se destina. Asimismo puede hacer el oficio de camello y de cajón de suspender e incluso, tiene relación con alijador, gabarra y lanchón.